# Hélie Lainé
Pour les articles homonymes, voir Lainé.
Hélie Lainé, seigneur de Marguerie, né en Angoumois et décédé à Paris en 1636, a été un président du Parlement de Provence de 1632 à 1636.

## Biographie
À la mort du président Vincent-Anne de Forbin-Maynier, Hélie Lainé est nommé le 17 février 1632 premier président du Parlement de Provence. D'un caractère doux et ayant la plus grande aversion pour les contestations et les difficultés notamment celles rencontrées avec le gouverneur de provence le maréchal de Vitry, il présente sa démission au roi qui la refuse d'abord puis l'accepte. Il se retire à Paris en 1635 et y meurt en 1636.